# Герхард Гіммель
Герхард Гіммель (нім. Gerhard Himmel; нар. 12 травня 1965, Ганау, Гессен) — західнонімецький борець греко-римського стилю, чемпіон світу, бронзовий призер чемпіонату Європи, срібний призер Олімпійських ігор.

## Життєпис
Герхард Гіммель досить несподівано виграв срібну медаль на Олімпійських іграх у Сеулі 1988 року, враховуючи те, що за три роки до того він потрапив у важку автомобільну аварію і майже цілий рік не міг займатися боротьбою. У фіналі Олімпіади Гіммель поступився поляку Анджею Вронському рішенням суддів 1-3. На чемпіонаті Європи того ж року він здобув бронзову нагороду, а наступного року став чемпіоном світу.
На національному рівні він виграв три титули з 1988 по 1990 рік, а в 1985—1986 роках був третім.
Гіммель вивчав економіку, навчаючись у Швейцарії, Китаї та Сполучених Штатах. Потім він працював менеджером у хімічній корпорації в Ессені, згодом став віце-президентом із закупівель нафтохімічної бази.

## Спортивні результати на міжнародних змаганнях

### Виступи на Олімпіадах
| Змагання                    | Збірна    | Вагова категорія                  | Місце  |
| --------------------------- | --------- | --------------------------------- | ------ |
| Літні Олімпійські ігри 1988 | Німеччина | греко-римська боротьба, до 100 кг | Срібло |

### Виступи на Чемпіонатах світу
| Змагання                        | Збірна    | Вагова категорія                  | Місце  |
| ------------------------------- | --------- | --------------------------------- | ------ |
| Чемпіонат світу з боротьби 1986 | Німеччина | греко-римська боротьба, до 100 кг | 5      |
| Чемпіонат світу з боротьби 1987 | Німеччина | греко-римська боротьба, до 100 кг | 9      |
| Чемпіонат світу з боротьби 1989 | Німеччина | греко-римська боротьба, до 100 кг | Золото |

### Виступи на Чемпіонатах Європи
| Змагання                         | Збірна    | Вагова категорія                  | Місце  |
| -------------------------------- | --------- | --------------------------------- | ------ |
| Чемпіонат Європи з боротьби 1988 | Німеччина | греко-римська боротьба, до 100 кг | Бронза |
| Чемпіонат Європи з боротьби 1989 | Німеччина | греко-римська боротьба, до 100 кг | 4      |

### Виступи на інших змаганнях
| Змагання                           | Збірна    | Вагова категорія                  | Місце  |
| ---------------------------------- | --------- | --------------------------------- | ------ |
| Золотий Гран-прі з боротьби 1987   | Німеччина | греко-римська боротьба, до 100 кг | 4      |
| Гала гран-прі FILA 1987            | Німеччина | греко-римська боротьба, до 100 кг | 8      |
| Гран-прі Німеччини з боротьби 1988 | Німеччина | греко-римська боротьба, до 100 кг | Бронза |

### Виступи на змаганнях молодших вікових груп
| Змагання                                      | Збірна    | Вагова категорія                 | Місце  |
| --------------------------------------------- | --------- | -------------------------------- | ------ |
| Чемпіонат світу з боротьби серед юніорів 1983 | Німеччина | греко-римська боротьба, до 87 кг | Срібло |